# Кииссели, Кауко
Кауко Кииссели (фин. Kauko Kiisseli, 9 марта 1912—1981) — финский борец греко-римского стиля, чемпион Европы.

## Биография
Родился в 1912 году в Руоколахти. В 1939 году выиграл чемпионат Европы. В 1939, 1940, 1941, 1943, 1944 и 1946 годах становился чемпионом Финляндии. В 1947 году принял участие в чемпионате Европы, но занял лишь 6-е место.